# Ceropegia media
Ceropegia media är en oleanderväxtart som först beskrevs av Huber, och fick sitt nu gällande namn av M. Y. Ansari. Ceropegia media ingår i släktet Ceropegia och familjen oleanderväxter. Inga underarter finns listade i Catalogue of Life.